# Либерија на Светском првенству у атлетици у дворани 2022.
Либерија је учествовала на 18. Светском првенству у атлетици у дворани 2022. одржаном у Београду од 18. до 20. марта десети пут. Репрезентацију Либерије представљала су 2 такмичара (1 мушкарац и 1 жена) који су се такмичили у трци на 60 метара препоне.,.
На овом првенству такмичари Либерије нису освојили ниједну медаљу али је Ебони Морисон два пута оборила национални и лични рекорд.

## Учесници
| Мушкарци: - Велингтон Заза — 60 м препоне | Жене: - Ебони Морисон — 60 м препоне |

## Резултати

### Мушкарци
| Атлетичар      | Дисциплина   | Лични рекорд | Квалификације | Квалификације | Полуфинале           | Полуфинале           | Финале               | Финале       | Детаљи |
| Атлетичар      | Дисциплина   | Лични рекорд | Резултат      | Место         | Резултат             | Место                | Резултат             | Место        | Детаљи |
| -------------- | ------------ | ------------ | ------------- | ------------- | -------------------- | -------------------- | -------------------- | ------------ | ------ |
| Велингтон Заза | 60 м препоне | 7,61         | 7,80          | 7. у гр. 6    | Није се квалификовао | Није се квалификовао | Није се квалификовао | 34 / 44 (46) |        |

### Жене
| Атлетичарка   | Дисциплина   | Лични рекорд | Квалификације   | Квалификације | Полуфинале  | Полуфинале | Финале                | Финале       | Детаљи |
| Атлетичарка   | Дисциплина   | Лични рекорд | Резултат        | Место         | Резултат    | Место      | Резултат              | Место        | Детаљи |
| ------------- | ------------ | ------------ | --------------- | ------------- | ----------- | ---------- | --------------------- | ------------ | ------ |
| Ебони Морисон | 60 м препоне | 8,11 НР      | 8,09 КВ, НР, ЛР | 2. у гр. 3    | 8,07 НР, ЛР | 4. у гр. 1 | Није се квалификовала | 13 / 41 (45) |        |